# 密列奥塞法隆战役
密列奥塞法隆战役（希臘語：Μάχη του Μυριοκέφαλου）。战役发生在公元1176年9月17日安纳托利亚的弗里吉亚地区，对阵双方是拜占庭帝国军队与塞尔柱突厥罗姆苏丹国军队，密列奥塞法隆战役是拜占庭帝国走向灭亡的决定性失败，这场失利使得1071年曼齐克特战役后拜占庭帝国百年来恢复的军事力量遭遇重创，密列奥塞法隆战役的失败令拜占庭帝国错失了光复小亚细亚腹地的绝佳机会，后再无望收复为塞尔柱突厥人占据的安纳托利亚内陆地区。

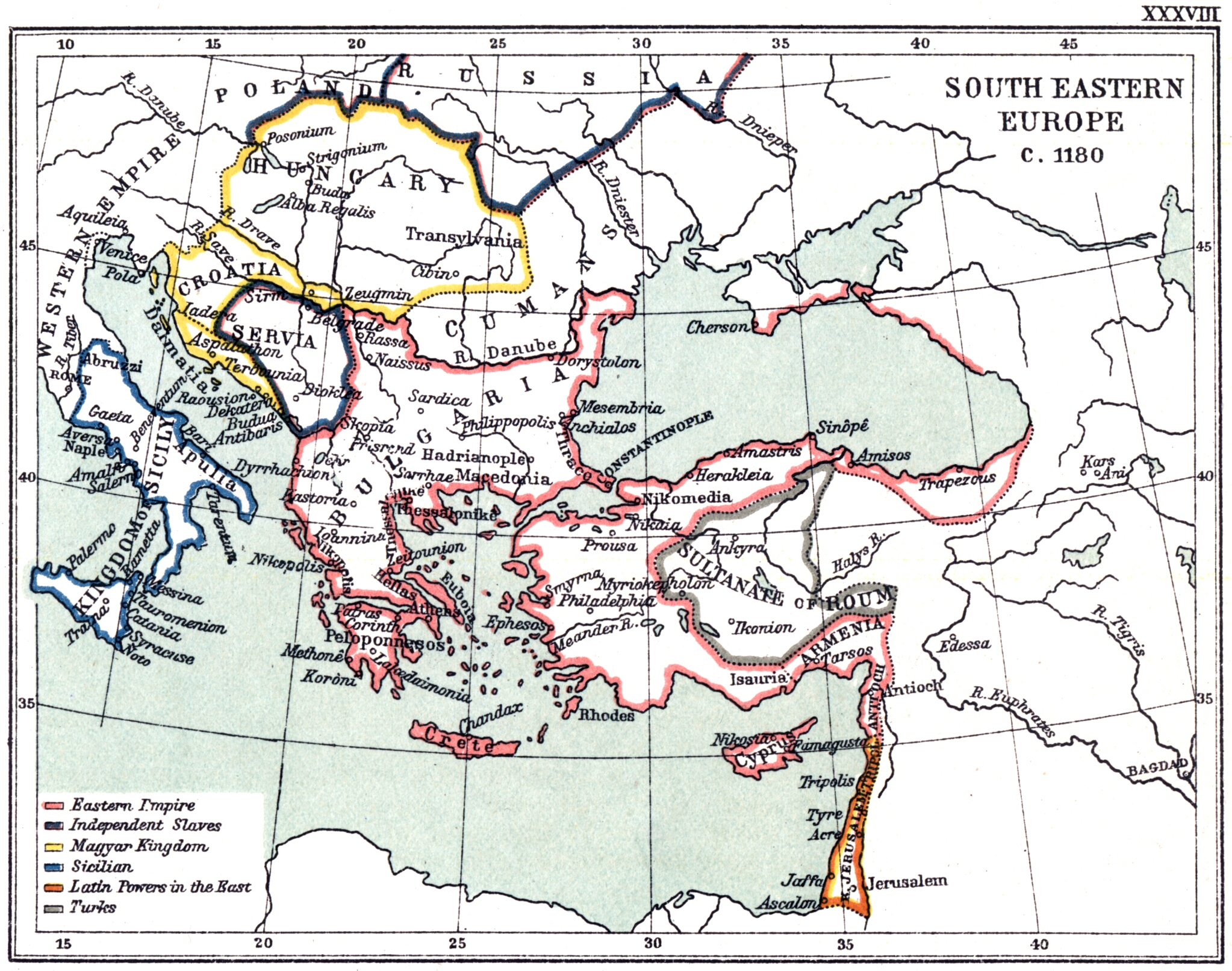
战役之后四年（1180年）的拜占庭帝国（粉红色区域内），密列奥塞法隆已被罗姆苏丹国占据（图中标注地名为Myriokephalon）

## 背景
1176年，拜占庭皇帝曼努埃爾一世在解除匈牙利和賽爾維亞的西方威脅之後，決定集中精力對付東方的羅姆蘇丹國，特別希望能收復安納托里亞草原。為此，曼努埃爾開始在東線集結一支聲浩勢大的軍隊，人數約有數萬人，除了本國精銳外，還包括了當時的僕從國安條克公國的拉丁部隊，與已臣服拜占庭帝國的匈牙利國王貝拉三世親自率領的匈牙利軍隊。此外，曼努埃爾一世幾乎集中了帝國所有的攻城器械。

## 戰役打響
拜占庭大軍分作兩個軍團，南方為曼努埃爾親自率領的主力隊，北方的輔助軍團由安德洛尼卡·瓦塔澤斯帶領，結果在密林之中被塞尔柱突厥大軍圍殲，全軍覆沒，安德洛尼卡瓦塔澤斯的頭還被斬下來插在長矛上。
拜占庭帝國的南路大軍又分為數個分隊，先鋒主要由步兵構成；左翼為拜占庭訓練有素的正規軍，指揮官為西奧多·馬夫羅佐姆斯和約翰·坎塔庫澤努斯 ；安條克人則負責右翼，包括了拜占庭全軍的攻城器械，由鮑德溫（曼努埃爾的妹夫）指揮；皇帝和經驗豐富的安德洛尼卡·孔斯托斯德菲諾位於後方，負責精銳部隊如鐵甲聖騎兵的調度。
面對拜占庭強大的軍隊，突厥人決定採取堅壁清野的戰略，避免與曼努埃爾的主力交戰。他們還毀掉莊稼，在井水投毒，使得曼努埃爾行軍艱苦，之後又禍不單行，拜占庭軍中爆發出痢疾，未經一戰就死傷無數。
儘管如此，曼努埃爾仍然決定冒險出戰，希望仗著自身的軍力優勢直接攻克科尼亞後獲得對方的補給。拜占庭大軍最終進入了塞尔柱突厥人在密列奧塞法隆設下的包圍圈，羅姆蘇丹國國王亞爾斯蘭等待拜占庭大軍一半進入山谷後，突然發動猛烈進攻，從高處以亂箭射向拜占庭鐵騎兵的戰馬。緊接而來，他們進攻拜占庭大軍最薄弱的右翼，即安條克公國的僕從軍隊，結果安條克人被突然襲擊打得潰不成軍，鮑德溫當場被殺，而驚慌亂跑的安條克人擁擠在山谷之中，並且衝動了拜占庭人的左翼。塞尔柱突厥人隨即又強攻拜占庭軍隊左翼的正規軍，結果左翼嚴整的隊形被打亂，混亂中左翼將領約翰·坎塔庫澤努斯英勇抵擋敵軍猛攻，但寡不敵眾，不幸犧牲於陣中。而由曼努埃爾指揮的後陣精兵則被阻隔在山谷外，無法支援。
面對眼前的失敗，曼努埃爾的信心似乎大受打擊，據說他坐了下來，無助地等待他和軍隊的命運，一度放棄了救援包圍圈中士兵的希望，幸而將領們的鼓舞使曼努埃爾重新振作精神。他命令安德洛尼卡Kontostephanos和安德洛尼卡Lampardas率領重騎兵奮勇向前，推開了擁擠在道路上的車輛和牲畜，並且穩住了敗退者的軍心，掩護拜占庭軍隊左翼有序撤退。並在後方建立了營寨與新的防線。

## 戰役結束
入夜後，塞尔柱突厥人弓箭手藉著黑暗的掩護對防線進行了包圍，發射箭雨，尼基塔斯·霍尼亞提斯記載曼努埃爾曾意圖放棄他的部隊，但被其他將領斥回。到第二天上午當塞尔柱突厥弓騎兵意圖再次攻擊之時，曼努埃爾命令由约翰·杜卡斯和君士坦丁·馬克羅杜卡斯各率領一支重騎兵發動了反擊，驅逐了塞尔柱突厥的弓騎兵，戰鬥結果以突厥人主動徹出而告終。

## 密列奧塞法隆對拜占庭帝國的影響
有不少歷史學家認為，密列奧塞法隆的戰敗情況是被拜占庭一方(主要是因戰爭失敗而心情沮喪的曼努埃爾)而誇大。此戰役中拜占庭大軍僅僅損失一萬二千人左右，而且大多數為安條克的僕從部隊。另外，拜占庭後方的精銳並無遭到太大損失，左翼的情況也因為曼努埃爾的及時支援而保存不少戰力，更何況，塞尔柱突厥人的傷亡人數也很大。故此，全軍覆沒，曼努埃爾僅以身免云云當系虛說。
此役對拜占庭帝國的實際打擊，是帝國損失絕大多數精心準備多年的攻城器械與裝備，使得拜占庭在一定時間內不能進攻安納托里亞上堅固的塞尔柱突厥堡壘。而且，曼努埃爾喪失難得的單向作戰的機會，他不得不再次承受東面的突厥人侵略及西歐諸國的虎視。

## 戰役的延續
在結束密列奧塞法隆戰役次年，即1177年，羅姆蘇丹國國王阿爾斯蘭集結數萬大軍，開始進攻拜占庭帝國本土，兵鋒直逼士麥那，拜占庭大軍在君士坦丁杜卡斯，邁克爾阿斯匹塔斯和約翰維塔斯指揮下乘突厥人後徹之際突然反擊，大敗罗姆苏丹軍（門德雷斯河谷戰役，或稱Hyelion-Leimocher戰役）。
門德雷斯河谷戰役結束後，曼努埃爾對投誠於阿爾斯藍的突厥部落進行了報復性征討，並且攻陷了科尼亞附近的不少地方，但因為缺乏攻城器械，故此仍未能收復科尼亞。